# 臺中市立梨山國民中小學
臺中市立梨山國民中小學，簡稱梨山中小學，是中華民國臺中市和平區的市立國民中小學，位於梨山風景區內，鄰近雪霸國家公園與太魯閣國家公園。校區海拔2012公尺，為中華民國小學第二高以及國中第一高學府，學區涵蓋臺中市梨山地區與南投縣仁愛鄉。

## 校史
- 1916年，臺灣總督府於臺中廳東勢角支廳設立「斯拉茂蕃童教育所」，校址位於老部落。
- 1945年9月中華民國接收日本台灣總督府管轄領土之後，改制為「臺中縣和平鄉平等國民學校（今市立平等國小）桃源分班」；行政區為臺中縣東勢區和平鄉。
- 1949年3月行政區變更為臺中縣中峰區和平鄉（隔年廢區署）；10月改為平等國民學校梨山分班。
- 1962年，改為「臺中縣和平鄉平等國民學校梨山分校」。
- 1966年8月，獨立設校並遷校於現址，改名為「臺中縣和平鄉梨山國民學校」，原平等國校的佳陽分校、松茂分校亦劃歸梨山國校。
- 1968年8月臺灣實施九年國民教育，校名改為「臺中縣和平鄉梨山國民小學」。
- 1973年梨山建設管理局成立，梨山村改為該局管轄，校名全銜改為「梨山建設管理局梨山國民小學」。
- 1974年9月，設立福壽山分校（已停課）。
- 1981年3月梨山管理局降編為風景特定區，校名改回「臺中縣和平鄉梨山國民小學」。
- 1986年8月，佳陽、松茂分校改為分班。
- 1994年9月，裁撤佳陽、松茂分班。
- 1996年9月，成立附設幼兒園。
- 1999年10月九二一地震之後，因中部橫貫公路梨山至谷關道路中斷，而更改學校上課方式，上課十天休假四天。
- 2005年8月，臺中縣政府著手規劃興建梨山國中小教學大樓。
- 2008年6月成立臺中市立和平國民中學梨山分校，8月於梨山國小校區內上課。
- 2010年8月，梨山國小與和平國中梨山分校合併改為「臺灣省臺中縣立梨山國民中小學」。12月25日因臺中縣市合併為臺中市（直轄市）而改名為「臺中市立梨山國民中小學」。

## 歷任校長
| 平等國小梨山分校時期（平等國小校長） 1. 劉錫齡：1946年5月－1946年9月 2. 詹振豐：1946年9－1949年9月 3. 劉嘉武：1949年9月－1950年3月 4. 孟慶新：1950年4月－1952年8月 5. 楊廷如：1952年9月－1953年9月 6. 張銀文：1953年10月－1955年9月 7. 王喜林：1955年9月－1957年5月 8. 王飛羽：1957年5月－1958年6月 9. 張學禮：1958年7月－1966年7月（8月獨立設校） | 臺中縣和平鄉梨山國民學校 1. 陳薰風：1966年8月－1968年7月（獨立設校首任） 臺中縣和平鄉梨山國民小學 1. 楊國瑋：1968年8月－1972年2月 梨山建設管理局-梨山國民小學 1. 干傳芳：1972年3月－1983年7月 臺中縣和平鄉梨山國民小學 1. 吳文雄：1983年8月－1987年7月 2. 郭安男：1987年8月－1990年7月 3. 許永雄：1990年8月－1993年2月 4. 謝政達：1993年8月－1997年1月 5. 陳美珠：1997年2月－2000年1月 6. 廖麗紅：2000年2月－2003年1月 7. 彭慶洲：2003年2月－2004年7月 1. 王振雄：2004年8月－2005年7月（平等國小校長代理） 8. 宋禮彰：2005年8月－2008年7月 9. 曾俊鋒：2008年8月－2010年7月 臺中市立梨山國民中小學 1. 曾育宗：2010年8月－2013年7月 2. 謝淑雲：2013年8月－2017年7月 3. 洪永明：2017年8月－現任 |

## 班級
班級現況
- 幼稚園：2班
- 小學部：6班
- 國中部：6班

## 學區
- 國小：臺中市和平區梨山里

- 國中：
  - 臺中市和平區、
  - 南投縣仁愛鄉翠華村（與南投仁愛國中共同學區）

## 外部連結
- 臺中市立梨山國民中小學 （页面存档备份，存于）